# 吴维彬
吴维彬（英語：Goh Wee Ping，1972年9月30日—）是生于马来西亚砂拉越州古晋市的电视节目主持人及新闻主播。。吴维彬⽬前担任《⼋度空间》清谈节目《活力加油站》 的主持人，也是新加坡购物台JML的主持人。他曾任新闻记者、主播、主持人与制作人等，也主演ntv7中文连续剧《情牵南洋》，继而加入电视剧与电影演员的行列。

## 简介

### 新闻主播事业
吴维彬毕业自澳洲莫纳什大学，主修大众通讯学位。2000年，吴维彬被ntv7錄取加入东马区的華語新聞主播。2001年1月16日，他加入西马区，并在ntv7担任华语新闻主播，在方若琪与劉子賢的双主播的模式带领下开启他在广播界的事业。两年后，他离开ntv7，加入八度空间开台节目主创团队，不仅继续担任新闻主播，而且也为八度空间制作三部资讯节目，即自己主播的《八方点击》、《扑满指南手册》及《头家俱乐部》。

### 主持事业
2007年，吴维彬回归旧巢，在ntv7任游戏节目《一掷千金》华语版第一季的主持人。他主持的节目还有ntv7的《活力早晨》和八度空间的《活力加油站》。
2017年，他成为购物频道CJ WOW的旗下主持人。不足一年的，吴维彬便被新加坡购物台相中，招揽成为旗下购物台主持人。他也是一名资深的活动主持司仪。
2019年5月4日，吴维彬重回主播台，在马新社电视任华语新闻主播。

### 演艺事业
2009年，吴维彬正式参与电视连续剧的演出，随着在《平底⾼跟鞋》四场戏客串的演出得到好评，于2010年受邀主演ntv7中文连续剧《情牵南洋》，饰演教育家林⽂升⼀⻆。之后他出演了《断掌的⼥⼈》，《黑色夕阳》，《半边天》以及《我要放假》等。
2012年，吴维彬参与了三部电影，客串陈庆祥执导的《金童玉女》，之后受邀参与由阿牛主演的《结婚那件事之后》。2012年尾，他与香港演员徐天佑和罗家英一起演出《释迦牟尼传》。同年，维彬到中国⼴州参与中韩合资电影《蜜月酒店杀人事件》演出，与中国演员张静初、台湾艺人何润东和韩国演员金永敏领衔演出。

## 影视作品

### 节目主持
| 年份      | 節目       | 備註                 |
| 2004-2006 | 八方点击   | 华语时事清谈节目     |
| 2007-2008 | 一掷千金   | 华语版本的国际游戏节 |
| 2013-2015 | 活力早晨   | 每日性谈话节目       |
| 2016-2021 | 活力加油站 | 每日性谈话节目       |

### 電影
| 上映年份 | 片名             | 角色     | 导演       | 合作演员                                                       | 備註 |
| 2012     | 金童玉女         | 客串演出 | 阿牛陈庆祥 | 贺军翔、谢宛谕、叶良财、黄俊琪                                 |      |
| 2013     | 結婚那件事之後   | 客串演出 | 鄭建國     | 阿牛陈庆祥、江若琳、惠英紅、朱厚任、王樂妍、陳建彬             |      |
| 2013     | 释迦牟尼佛传     |          | 李国辉     | 吕良伟、徐天佑、谢婷婷、麦长青、李龙基、罗家英、陈意遐、叶良财 |      |
| 2016     | 蜜月酒店杀人事件 | 酒店经理 | 张哲秀     | 张静初、何润东、金永敏、倪虹洁                                 |      |

### 電視劇
| 首播年份 | 劇名           | 角色   | 性質   | 合作演员                                                           | 播放平台 |
| 2009     | 平底高跟鞋     | 不详   | 客串   | 呂愛瓊、陳可美、韓依婷、吳佩其、蔣佩佩、葉良財                     | ntv7     |
| 2010     | 情牽南洋       | 林⽂升 | 男主角 | 李洺中、吳天瑜、蔡河立、王淑君、釋福如                             | ntv7     |
| 2010     | 詭霧山城       | 不详   | 男配角 | 爵西、溫紹平、曾文偉、梁書造、吳金英、王淑君                       | ntv7     |
| 2011     | 斷掌的女人     | 程如海 | 男配角 | 歐萱、爵西、葉良財、張順源、梁祖儀、黃啟銘、巫恩儀、曾國琿、蘇盈之 | ntv7     |
| 2011     | 黑色夕陽       | 石強   | 反男一 | 巫恩儀、章縝翔、王冠逸、王淑君、李美玲                             | ntv7     |
| 2012     | 半邊天         | 高英偉 | 男配角 | 李洺中、吳天瑜、呂愛瓊、童冰玉                                     | ntv7     |
| 2013     | 說謊者         | 张健   | 男主角 | 王淑君、秦雯彬、張惠虹                                             | ntv7     |
| 2014     | 凌晨三點三     | 警官   | 男配角 | 陳峰、張順源、羅憶詩、許亮宇、釋福如、王竣                         | 八度空间 |
| 2015     | 我要放假       | 李德华 | 男主角 | 王淑君、秦雯彬、童欣、劉銓盛、張永華、李承運                       | ntv7     |
| 2015     | 我的男友不是人 | 包有勁 | 男主角 | 葉朝明、蘇盈之、張嘉汶、釋福如、溫紹平                             | ntv7     |
| 2016     | 我的星光大道   | 劉國誠 | 男主角 | 吳俐璇、秦雯彬、陳俐杏、杜尉綸、李承運                             | ntv7     |
| 2023     | 三个千金一女婿 | 文彬   | 男配角 | 盛天俊、苏凯漩、陈慧恬、曾谊雯、蔡子、张咏华、吕爱琼、雷郭淑娴     | 八度空间 |

## 外部連結
- 吴维彬的Facebook專頁
- 吴维彬的Instagram帳戶